# Пастка розплаву

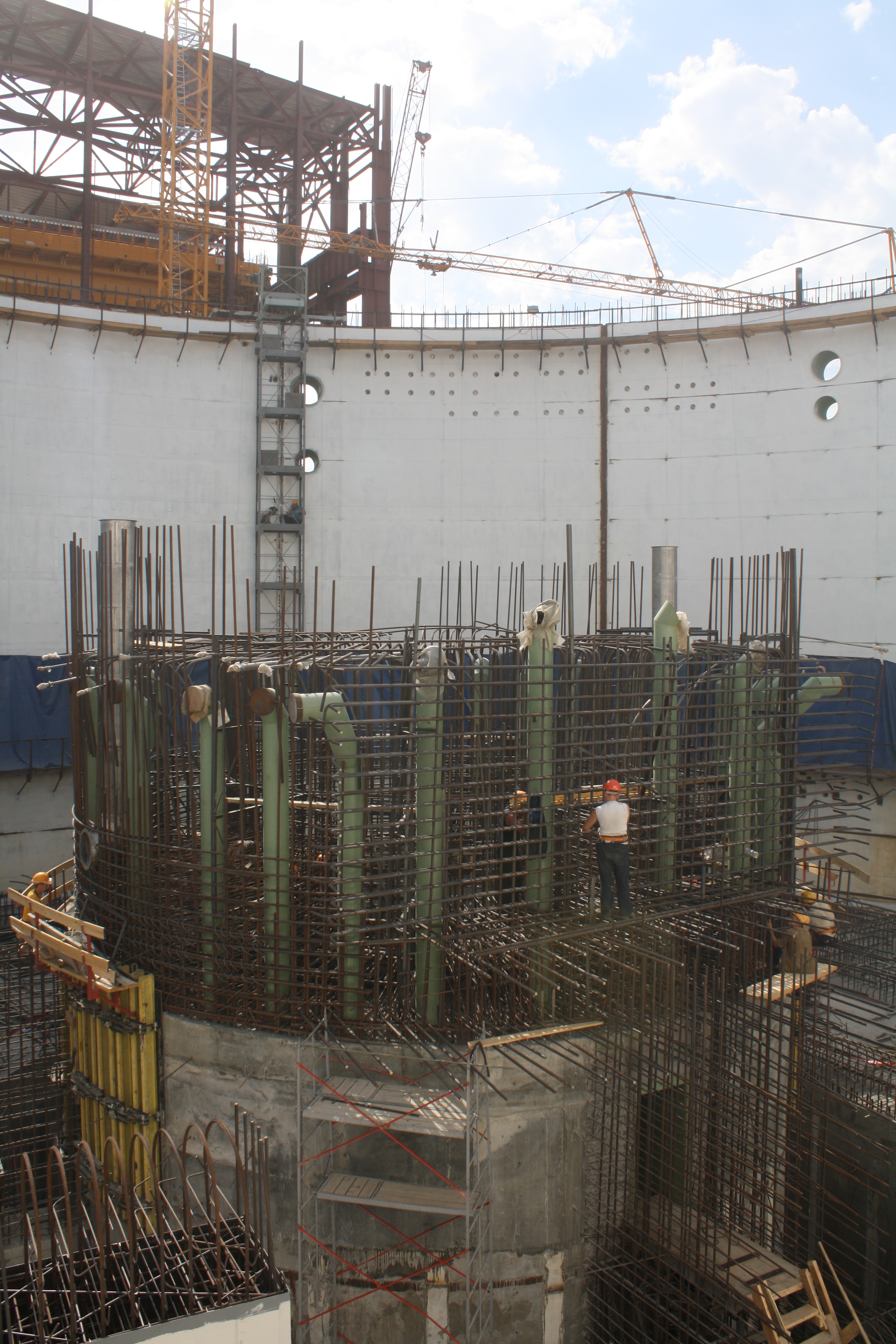
Монтаж пастки розплаву на Нововоронезькій АЕС-2

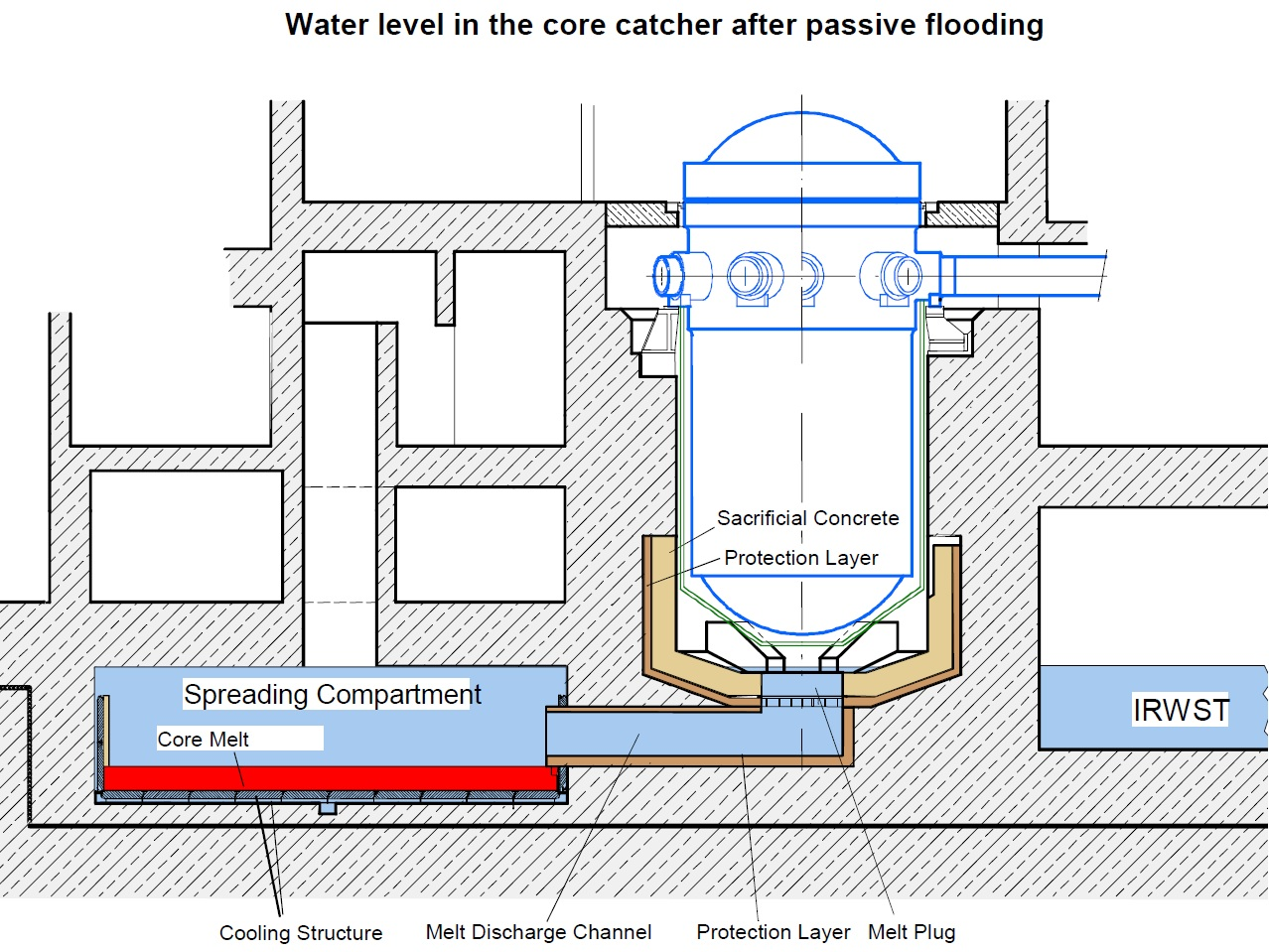
Схема пастки розплаву в EPR (англ.).

Пастка розплаву (пристрій локалізації розплаву) — опціональна частина гермооболонки ядерних реакторів, конструкція, що служить для локалізації розплаву активної зони ядерного реактора у важких аваріях з розплавленням активної зони реакторів і проплавленням корпусу реактора. Є однією з систем пасивної атомної безпеки (англ. passive nuclear safety). Забезпечує ізоляцію фундаменту від розплаву, підкритичність розплаву і його охолодження.
В європейських реакторах EPR (англ.) пастка являє собою підреакторне приміщення великої площі (170 м²), оснащене донною системою охолодження і сплінкерною системою зрошення розплаву водою. Розплав, що проплавив корпус реактора, надходить у передпастку, а потім по похилій поверхні надходить у приміщення розтікання і має, за концепцією пастки, розтектися по приміщенню тонким шаром і закристалізуватися.
Також застосовується в реакторах SNR-300 (англ.), SWR1000, ESBWR (англ.), EU-APR-1400 і APR+, ACPR1000, Atmea I.
Пастки розплаву, спроектовані в Росії, використовуються на Тяньваньській АЕС (експлуатується з 2007 року, реактори ВВЕР-1000), АЕС Куданкулам і є частиною проектів ВВЕР-1200 (Нововоронезька АЕС-2, Ленінградська АЕС-2, Балтійська АЕС), ВВЕР-ТОІ.
У російських гермооболонках пастка розплаву споруджується безпосередньо під реактором (на дні шахти реактора) і являє собою конусоподібну металеву конструкцію загальною вагою близько 750 тонн. Пастка заповнюється спеціальним, так званим жертовним матеріалом (наповнювачем), що складається в основному з оксидів заліза і алюмінію. Наповнювач розчиняється в розплаві палива для зменшення його об'ємного енерговиділення і збільшення поверхні теплообміну, а вода по спеціальних трубопроводах в корпусі пастки заливає цю масу.

## Недоліки
- Вартість систем безпеки, зокрема, пасток розплаву і великих гермооболонок, є надзвичайно високою, в тому числі через капітальні вкладення і збільшення тривалості будівництва. Внаслідок цього створюються фінансові перешкоди будівництві нових АЕС в США і Європі.[8]